# Todo Mejora
Todo Mejora es una fundación chilena de defensa de los derechos LGBT, afiliada latina del Proyecto It Gets Better y que posee como principal meta evitar el suicidio de adolescentes lesbianas, gays, bisexuales y transgénero. Obtuvo su personalidad jurídica el 21 de enero de 2013.

## Historia

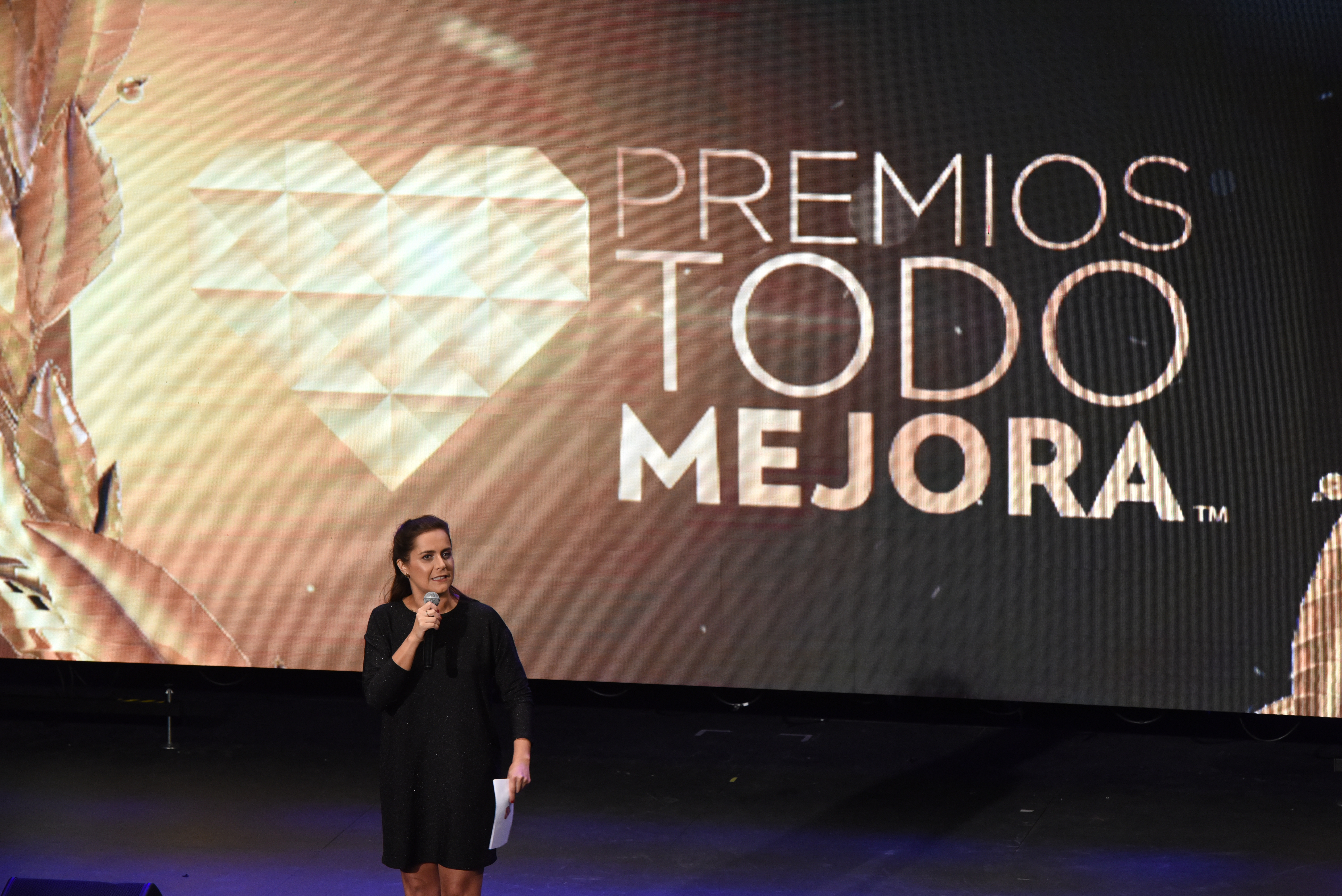
Natalia Valdebenito presentando una edición de los Premios Todo Mejora en 2014.

El proyecto Todo Mejora fue lanzado oficialmente en Santiago de Chile el 20 de marzo de 2012, teniendo entre sus principales enfoques la prevención de suicidios por parte de adolescentes LGBT y la lucha contra la discriminación y el acoso escolar y familiar que sufren. Al momento de su lanzamiento, Chile era el segundo país de la OCDE con el mayor incremento en el número de suicidios adolescentes.
La organización ha destacado por sus actividades de promoción de los derechos LGBT y la lucha contra la discriminación. El 18 de marzo de 2013 se realizó en el Centro Cultural Gabriela Mistral la primera versión de los «Premios Todo Mejora», ceremonia dedicada a reconocer a personalidades e instituciones por su apoyo a la diversidad sexual.
En mayo de 2013 Todo Mejora fue una de las organizaciones fundadoras del Frente de la Diversidad Sexual, agrupación que reúne a distintas asociaciones LGBT de Chile con el fin de coordinar acciones en defensa de sus derechos y que inicialmente también estaba compuesta por Acción Gay, Fundación Iguales, MUMS, Organización de Transexuales por la Dignidad de la Diversidad y Valdiversa, sumándose posteriormente Rompiendo el Silencio, Fundación Daniel Zamudio, Red de Psicólogos de la Diversidad Sexual, Somos Coquimbo y Mogaleth.
En agosto de 2016 la fundación presentó la primera Encuesta Nacional de Clima Escolar —realizada con apoyo de GLSEN—, que recoge las experiencias de estudiantes en establecimientos educacionales de todo Chile; entre sus resultados se encuentra que el 97,2% declaró escuchar frecuentemente comentarios peyorativos o denigrantes hacia personas LGBT, y que 1 de cada 2 estudiantes trans ha sido agredido físicamente debido a su expresión de género. Hacia 2017 la fundación había otorgado más de 4000 atenciones a adolescentes que sufrían discriminación, quienes contaban con un equipo de 22 profesionales para abordar dichos casos. Ese mismo año, la fundación lanzó una aplicación destinada a solicitar ayuda y establecer un espacio seguro para jóvenes LGBT.
La agrupación ha participado del desarrollo de estudios sobre acoso a adolescentes LGBT, así como en gestiones legislativas tendientes a generar mayor participación de la población juvenil en la toma de decisiones, incluyendo el proceso constituyente iniciado en 2019. También ha recibido apoyo económico de parte de empresas, como el caso de NotCo, que en julio de 2021 anunció que el 50% de sus ventas por Internet irán dirigidas a la fundación Todo Mejora.